# Sadiq al-Mahdi
Sadiq al-Mahdi (em árabe: الصادق المهدي) (também conhecido como Sadiq Al Siddiq, Omdurman, 25 de dezembro de 1935 – Abu Dhabi, 25 de novembro de 2020) foi um político e religioso sudanês que foi primeiro-ministro do Sudão. Foi o chefe do Partido Nacional Umma e Imame de Ansar, uma seita sufista que promete fidelidade a Maomé Amade, que alegava ser o salvador messiânico do Islã, ou o Mádi.
Foi primeiro-ministro do Sudão por duas vezes: a primeira entre 1966 e 1967 e a segunda entre 1986 e 1989.
Em seu segundo mandato, Sadiq formou um governo de coalizão compreendendo o Partido Umma (que dirigia), a Frente Islâmica Nacional (liderada por seu irmão, Hassan al-Turabi), o Partido Unionista Democrático (liderado por al-Sayyid Muhammad Othman al-Mirghani), e outros pequenos partidos sulistas. A 30 de junho de 1989, no entanto, seu governo foi derrubado por um golpe de Estado liderado por Omar al-Bashir. O cargo de primeiro-ministro do Sudão foi então abolido.
Mahdi continuou a liderar o Partido Umma, em oposição a Bashir, desde que foi deposto.  Passou para um período no exílio, mas acabou retornando ao Sudão em novembro de 2000.  Concorreu sem sucesso às eleições presidenciais de 2010, comprometendo-se a não entregar Bashir para o Tribunal Penal Internacional para enfrentar acusações de crimes contra a humanidade e crimes de guerra, argumentando que iria desestabilizar o país. 
Morreu em 25 de novembro de 2020 em um hospital de Abu Dhabi, aos 84 anos, de COVID-19.